# Condado de Saginaw (Michigan)
O Condado de Saginaw é um dos 88 condados do estado americano de Michigan. A sede do condado é Saginaw, e sua maior cidade é Saginaw.
O condado possui uma área de 2 113 km² (dos quais 18 km² estão cobertos por água), uma população de 210 039 habitantes, e uma densidade populacional de 100 hab/km² (segundo o censo nacional de 2000). O condado foi fundado em 1835.